# Autobahndreieck Drammetal
Das Autobahndreieck Drammetal (Abkürzung: AD Drammetal; Kurzform: Dreieck Drammetal) in Niedersachsen im Süden der Metropolregion Hannover verbindet die Bundesautobahn 38 (Südharzautobahn) mit der Bundesautobahn 7 (Flensburg – Hannover – Kassel – Füssen; Europastraße 45).

## Geographie
Das Dreieck liegt auf dem Gemeindegebiet von Rosdorf im Landkreis Göttingen, zwischen den Ortsteilen Dramfeld und Volkerode. Die umliegenden Gemeinden sind Friedland und Jühnde. Es befindet sich etwa 10 km südlich von Göttingen, etwa 30 km nordöstlich von Kassel und etwa 145 km westlich von Halle (Saale). Wenige Kilometer südlich liegt zudem das Dreiländereck zwischen Niedersachsen, Thüringen und Hessen.
Das Dreieck liegt am Rande des Naturparks Münden.
Das Autobahndreieck Drammetal trägt auf der A 7 die Anschlussstellennummer 74, auf der A 38 die Nummer 1.

## Bauform und Ausbauzustand
Obwohl das Dreieck bis 2003 aus der ehemaligen Anschlussstelle Friedland entstand, stellt es einen fast vollständigen Neubau dar. Die Bauform als „rechtsgeführte Trompete“ wurde übernommen, durch Aufweiten der Kurven jedoch auf etwa doppelte Ausdehnung gebracht. Dabei wurde gleichzeitig die bisherige Bundesstraße 524 zur A 38 ausgebaut und die A 7 auf sechs Spuren verbreitert. Da die B 524 zu Zeiten der Deutschen Teilung als Teil der Verbindung von Eschwege nach Norden angelegt wurde, treffen A 38 und A 7 (aus Süden) in einem spitzen Winkel von etwa 60° aufeinander.
Die A 7 ist sechsstreifig ausgebaut, die A 38 vierstreifig. Außer der Verbindungsrampe aus Richtung Norden zur A 38 in Richtung Osten (zweispurig), sind alle Rampen einspurig ausgeführt.

## Namensgebung
Benannt wurde es nach dem Tal des Flüsschens Dramme, das von beiden Autobahnen südlich des Dreiecks gequert wird.
Dem war ein heftiger Streit zwischen der Universitätsstadt im Norden, die für „Dreieck Göttingen Süd“ plädierte, und Friedland, das entsprechend der bisherigen Bezeichnung für „Dreieck Friedland“ stritt, um den Namen für den Verkehrsknoten im Gebiet der Gemeinde Rosdorf vorausgegangen. An der A 7 wiesen Hinweisschilder für mehrere Jahre bis Mitte 2008 auch auf den alten Namen hin.

## Unfallschwerpunkt
Die Rechtskurve auf der Überleitung von der A 38 Richtung Kassel hat sich als Unfallschwerpunkt entwickelt. Von Januar bis September 2009 wurde die Leitplanke 44 mal beschädigt. Diese wurde daraufhin durch eine Betonschutzwand ersetzt, die einerseits als „psychologische Tempobremse“ dienen soll, andererseits dem Aufprall eines Pkw standhält, außerdem wurde im Januar 2016 dort ein Blitzer installiert.

## Verkehrsaufkommen
Das Dreieck wird täglich von rund 83.000 Fahrzeugen befahren.
| Von              | Nach                             | Durchschnittliche tägliche Verkehrsstärke | Anteil Schwerlastverkehr |
| ---------------- | -------------------------------- | ----------------------------------------- | ------------------------ |
| AS Rosdorf (A 7) | AD Drammetal                     | 66.300                                    | 16,2 %                   |
| AD Drammetal     | AS Hann. Münden-Hedemünden (A 7) | 69.600                                    | 20,2 %                   |
| AD Drammetal     | AS Friedland (A 38)              | 29.700                                    | 21,1 %                   |